# Noorderligt

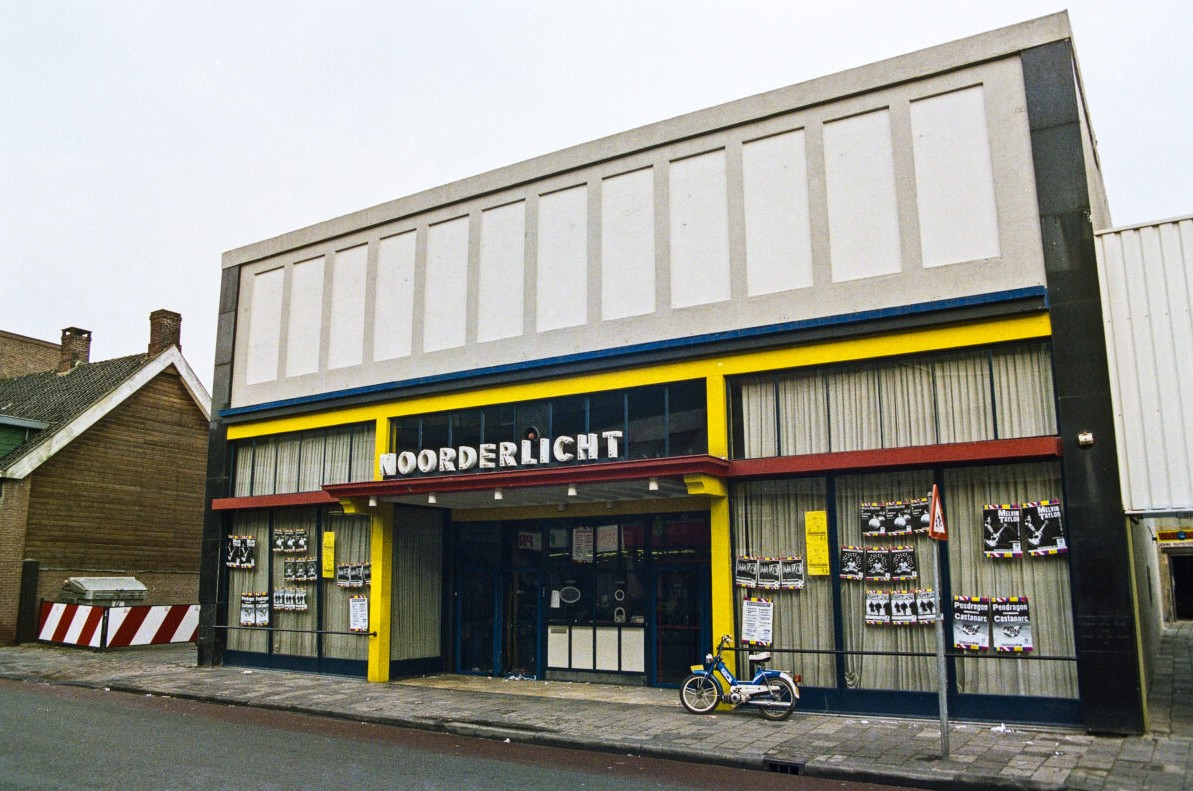

Noorderligt is een voormalige bioscoop en poppodium aan de Veldhovering in Tilburg Oud-Noord. De concertzaal functioneerde van 1984 tot 1998. 
In 1982 huurden de Veulpoepers -een Tilburgse folkgroep annex jongerengezelschap- het leegstaande bioscoopgebouw. Hieruit ontstond het plan een groot popmuziekpodium te realiseren voor zuid Nederland. Initiatiefnemers Fons van Iersel en Piet Donker kregen voor hun gewaagde plan een financiële garantstelling van de Zusters van Liefde in Veghel.
Op 10 februari 1984 opende het podium Noorderligt zijn deuren. Twee dagen later volgde het eerste officiële concert met Curtis Mayfield. Vanaf dan ontwikkelde Noorderligt zich razendsnel tot een in Nederland toonaangevende cultuurtempel met optredens van vele, internationaal bekende artiesten, waaronder Talk Talk, John Cale, Toto, Bon Jovi, Southside Johnny, Chris Isaak, Johnny "Guitar" Watson, Radiohead en De La Soul. De Nederlandse band De Dijk was er recordhouder met maar liefst twintig optredens. In de top drie staan verder Golden Earring en Herman Brood met respectievelijk vijftien en twaalf optredens. 
De naar achter toe met zwarte trappen omhoog lopende zaal was een opvallend kenmerk van het Noorderligt. In de zaal werden in de loop der tijd ook muziekfestivals, dansavonden en theatervoorstellingen georganiseerd. 
Met het positieve vooruitzicht dat Noorderligt op zou gaan in het nieuwe popcentrum 013 (gelegen in de binnenstad en in combinatie met een Rockacademie) werd de zaak op 24 oktober 1998 gesloten met een afscheidsconcert van Motörhead. 
Nadien zaten in het iconische pand aan de Veldhovenring kortstondig nog twee evenementenorganisaties; achtereenvolgens De Avenue en La Vida. Daarop volgde sloop van het gebouw om plaats te maken voor een woningcomplex.